# Meniscium macrophyllum
Meniscium macrophyllum är en kärrbräkenväxtart som beskrevs av Kze. Meniscium macrophyllum ingår i släktet Meniscium och familjen Thelypteridaceae. Inga underarter finns listade.